# Salmonier River (Burinhalvön)
Salmonier River är ett vattendrag i Kanada.   Det ligger på Burinhalvön i provinsen Newfoundland och Labrador, i den östra delen av landet, 1 500 km öster om huvudstaden Ottawa.
Trakten runt Salmonier River består i huvudsak av gräsmarker.